# جوناثان هارفي
جوناثان هارفي (بالإنجليزية: Jonathan Harvey (congressman))‏ (و. 1780 – 1859 م) هو سياسي من الولايات المتحدة الأمريكية .
وهو عضو في الحزب الجمهوري الديمقراطي، والحزب الديمقراطي الأمريكي .